# Thorsten Leibenath
Thorsten Holger Axel Leibenath (Leverkusen, 7 aprile 1975) è un ex cestista, allenatore di pallacanestro e dirigente sportivo tedesco.

## Palmarès
- Basketball-Bundesliga Allenatore dell'anno: 2

Ratiopharm Ulm: 2011-12, 2016-17